# 末松良一
末松 良一（すえまつ よしかず、1943年 - ） は、日本の機械工学者。名古屋大学名誉教授。元豊田工業高等専門学校校長。九代玉屋庄兵衛後援会長。文部科学大臣表彰科学技術賞受賞。

## 人物・経歴
1966年名古屋大学工学部機械学科卒業。1971年名古屋大学大学院機械工学専攻博士課程単位取得退学。同年名古屋大学工学部機械学科助手。1974年名古屋大学工学博士。1986年永井科学技術財団賞受賞。1988年名古屋大学工学部機械学科教授。1994年計測自動制御学会理事。1996年日本国際学生技術研修協会理事。1998年名古屋大学評議員、自動車技術会理事 。2000年名古屋大学留学生センター長。2005年名古屋大学名誉教授、豊田工業高等専門学校長。2006年文部科学大臣表彰科学技術賞（理解推進部門）受賞。2011年愛知工業大学総合技術研究所客員教授。2019年瑞宝中綬章受章。からくり人形などの調査研究も行い、九代玉屋庄兵衛後援会会長も務めた。

## 著書
- 『制御用マイコン入門』オーム社 1983年
- 『機械制御入門』オーム社 1988年
- 『画像処理工学』（山田宏尚との共著）コロナ社 2000年